# Dichodontium
Dichodontium là một chi rêu trong họ Dicranaceae.